# Grenade modèle 24

Soldat allemand utilisant une grenade modèle 24.

La grenade modèle 24 ou, en allemand : Stielhandgranate 24 (litt. « grenade à main à manche »), est une grenade à main de conception allemande de la Seconde Guerre mondiale basée sur des modèles conçus pendant la Première. Elle était aussi surnommée « presse-purée » par analogie avec l'ustensile de cuisine. Le terme de grenade à manche caractérise les divers modèles fabriqués de 1915 à 1945.
Elle est constituée d'un manche en bois creux, au bout duquel est fixée une charge explosive. Le mécanisme déclencheur est actionné par une cordelette située dans le manche. Celui-ci est fermé par un embout de sécurité vissé, qui évite que la cordelette soit tirée par accident, comme cela avait pu être le cas avec les modèles plus anciens.
Pour utiliser la grenade, on dévisse l'embout et on tire sur la corde, qui arrache une tige d'acier traversant le détonateur à friction. On dispose alors de cinq secondes avant l'explosion.
Le manche facilite la prise en main et augmente la distance de jet par effet de fronde : Le modèle 24 pouvait être lancé à des distances allant de 27 à 37 m, contre environ 14 m pour la Mills Bomb britannique. Il limitait aussi le risque que la grenade roule et revienne vers son lanceur, par exemple en terrain accidenté. Mais chaque soldat pouvait transporter peu de grenades, du fait de leur encombrement assez important. 
Plus couteuse et difficile à usiner qu'une grenade ovoïde classique de type F1 ou Mills, la grenade à manche présente un avantage tactique indéniable. Outre la portée supérieure, la charge explosive est plus importante : pour un poids équivalent à celui des grenades à main alliées, la charge est plus de deux fois supérieure ; elle dépasse même celle de la quasi-totalité des obus contemporains jusqu'au calibre de 50 mm.

## Stielhandgranate M15
La grenade à manche, devenue indissociable de la silhouette du soldat allemand jusqu'en 1945, est fondée sur un concept apparaissant dès avant la Première Guerre mondiale avec des charges explosives au bout d'un « bâton », telle la No. 1 grenade (en) anglaise. Au début de la guerre de tranchées, les poilus français improvisent d'autres grenades montées sur raquettes de bois. Les Allemands, après avoir développé une kugelhandgranate (en) Mod.1913 sphérique, créent la Stielhandgranate Model 1915. Elle se compose déjà d'une charge explosive de 170 g de TNT mise à feu par friction avec un délai de 4½ secondes. Un crochet permet le port de la grenade au ceinturon. Elle est légèrement modifiée en 1916 (Model 1916) et en 1917 (Model 1917). Après-guerre, elle est encore utilisée par la Reichwehr et les freikorps.

## Geballte ladung
Dès la Première Guerre mondiale fut confectionnée par la troupe une grenade multiple consistant en une grenade à manche autour de laquelle sont attachés (avec du fil de fer) six autres charges, sans leur manche. Elle est en particulier prescrite par les manuels de lutte antichar dans les années 1941-1942, à une époque où les moyens de lutte contre les chars soviétiques faisaient défaut. La charge explosive atteint pratiquement les 1,2 kg de poudre. Le poids limite évidemment la portée de lancer de l'engin, dangereux pour l'utilisateur. D'autres versions peuvent contenir moins de cylindres ; la Gestreckte Ladung comprend plusieurs charges cylindriques fixées le long d'une perche, à la manière des torpilles bangalore,. 

## Stielhandgranate 24
Bien que contenant la même charge explosive que le modèle 1915, la nouvelle grenade à manche conçue sous la République de Weimar a des dimensions légèrement plus restreintes. Elle abandonne aussi le crochet de ceinturon, la nouvelle munition étant transportée dans une musette ou une mallette spécialement conçue pour 15 grenades, ou communément glissée dans le ceinturon ou la botte. Le bouchon allumeur B.Z.24, actionné par friction (et non par percuteur), à le même délai de 4½ secondes. Il n'est pas installé en usine dans le corps cylindrique pour prévenir les risques d'accident, mais est à fixer avant le combat par les utilisateurs. Pour le déclencher, il faut dévisser le bouchon à la base du manche, laisser s'échapper le bouton de porcelaine fixé à une cordelette qu'il faudra tirer sans à-coup. L'effet de souffle efficace à une portée de 12 m de rayon environ.
Une version fut conçue pour fonctionner par grand froid ; elle est identifiable à la lettre K peinte sur le corps du cylindre.

### Splintering
Pour augmenter l'effet antipersonnel des modèles 1924 et 1943 furent créés en 1942 deux manchons à fragmentation, à surface lisse ou quadrillée/préfragmentée. Ils s'insèrent sur le cylindre explosif et sont maintenus par un anneau de serrage. Cet accessoire simple permet de modifier la Stielhandgranate, typée grenade offensive, en grenade défensive, alors que les autres nations durent fabriquer divers types de munitions,. Les éclats sont mortels dans un rayon de 30 mètres, et encore potentiellement dangereux à 100 mètres, soit une superficie de 3 hectares !

### Nebelhandgranate 39
Très similaire en taille et forme à la Stielhandgranate 24, la Nb.Hgr 39 (notée ainsi sur le corps cylindrique, avec ajout d'une bande blanche) est une grenade fumigène ou la charge explosive est remplacée par un mélange de zinc et d'hexachloroétane. L'allumeur B.Z.39 a un délai de 7 secondes. Huit trous à la base du cylindre assurent l'échappement de la fumée.

### Variantes en béton
Deux types de grenades à manche utilisant une enveloppe de béton à la place du métal furent répertoriés par le renseignement allié. La construction semble artisanale mais accréditée par les autorités militaires. 

### Variantes étrangères
Importées et copiées (jusqu'à des grenades en céramique, voir seconde photo plus bas) durant la Grande Guerre par l'Empire austro-hongrois, les divers modèles de grenades à manche le seront aussi par la Chine lors de la guerre contre le Japon. Ce dernier copie lui-aussi la grenade à manche.

## Stielhandgranate 39
Bien que semblable au modèle précédent pour un œil peu exercé, la grenade à manche modèle 1939 a des dimensions plus importantes (5 cm de plus et un poids total de 624 g), sa charge explosive est portée à 198 g, accentuant le rayon d'efficacité de souffle à 15 mètres. 

## Stielhandgranate 43
Le dernier modèle de grenade à manche, s'il conserve la même forme générale, diffère dans son système d'allumage. Conçu pour faciliter la production, le manche est désormais plein et l'allumeur B.Z.E (4½ secondes, couleur bleue) de la Eihandgranate Model 39 est désormais placé au sommet du cylindre,. Le modèle 1943 ne remplacera toutefois pas les deux précédents, qui seront utilisés jusqu'aux derniers jours du conflit.

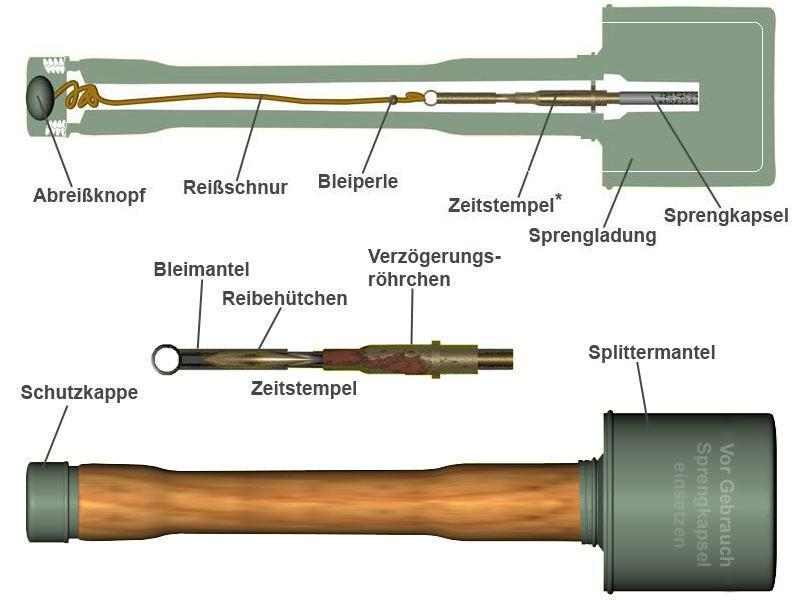
Grenade modèle 24 allemande.
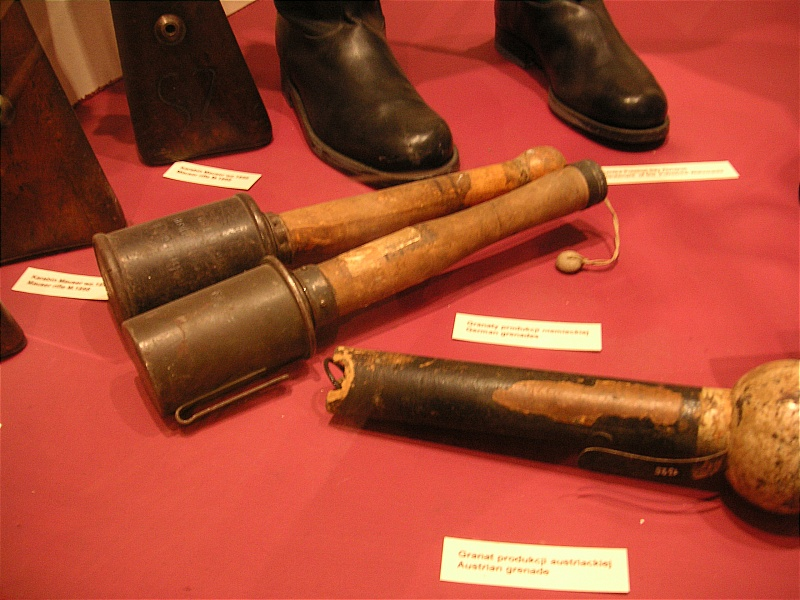
Grenades de la Première Guerre mondiale.
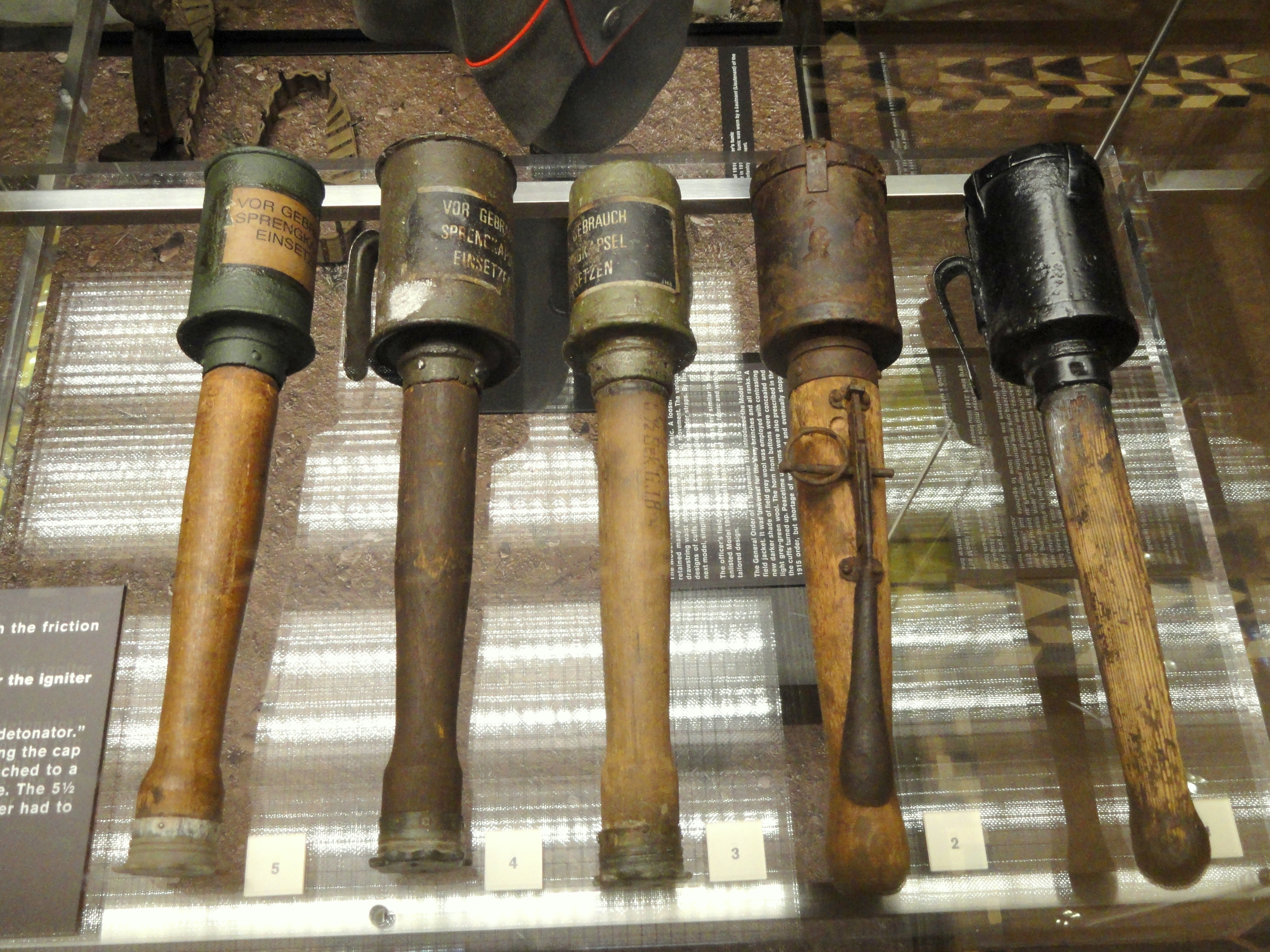
Divers modèles et variantes locales de la Première Guerre mondiale.
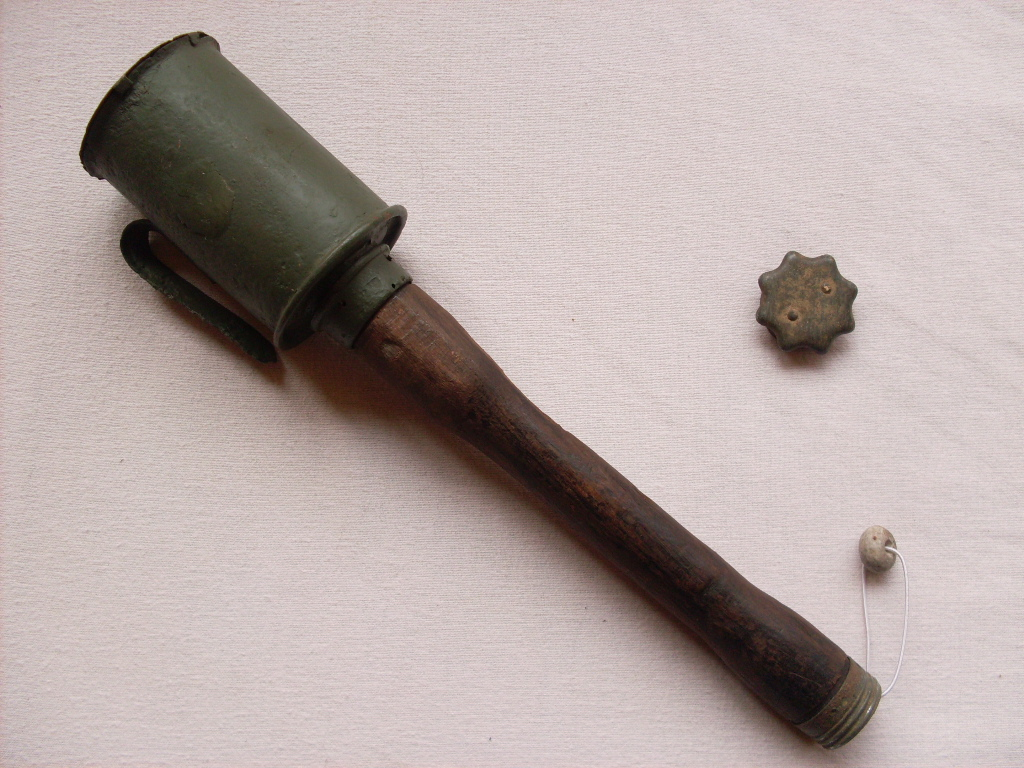
Modèle 1917 et bouchon dentelé pour faciliter le dévissage.
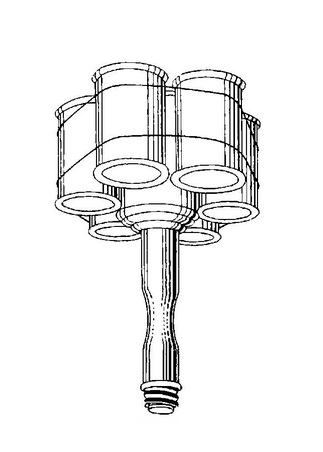
schéma du Geballte ladung
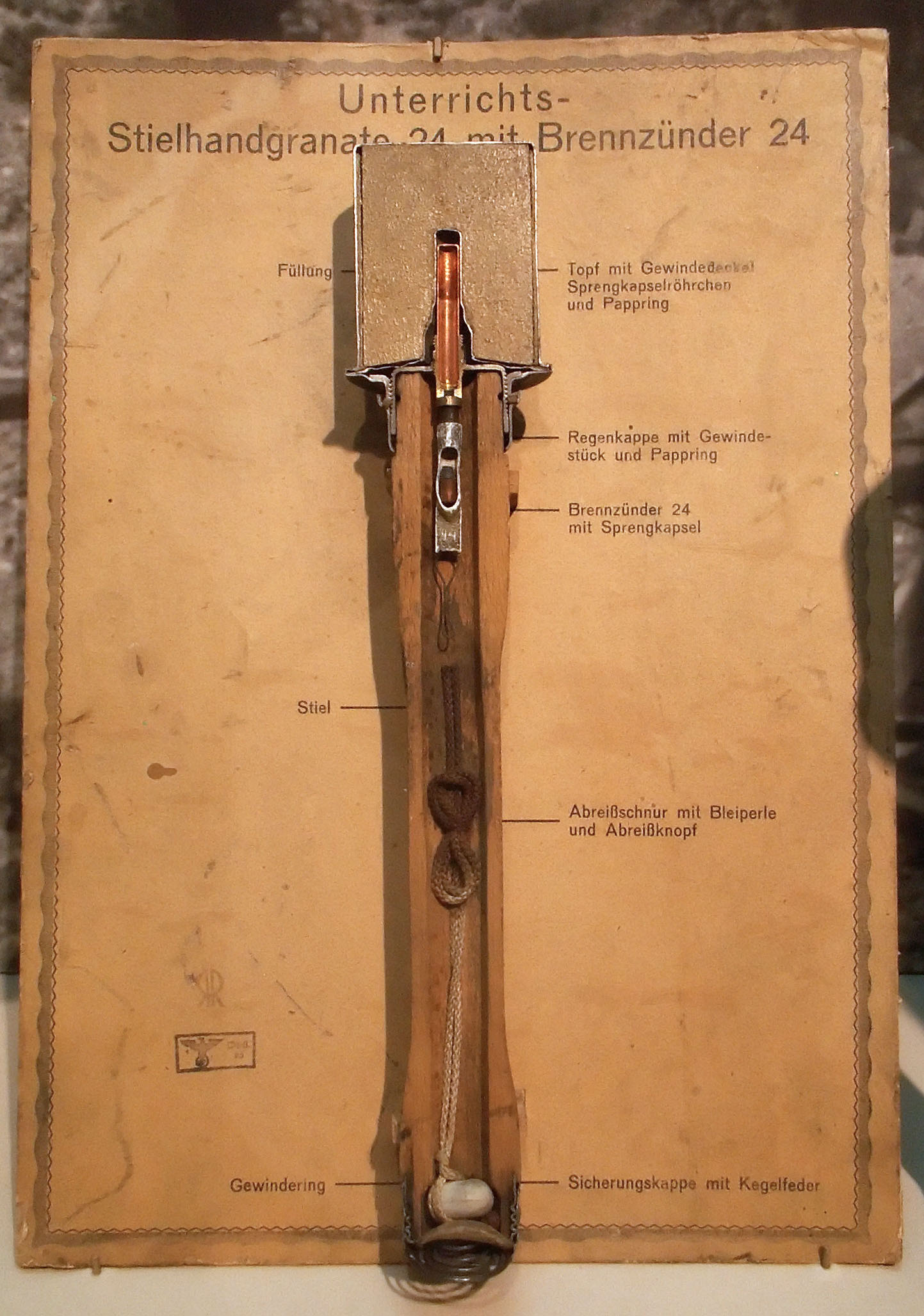
Coupe de la grenade.
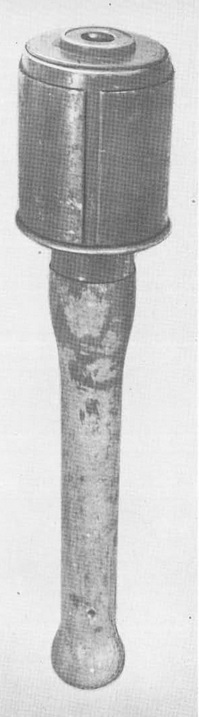
Stielhandgranate 43.
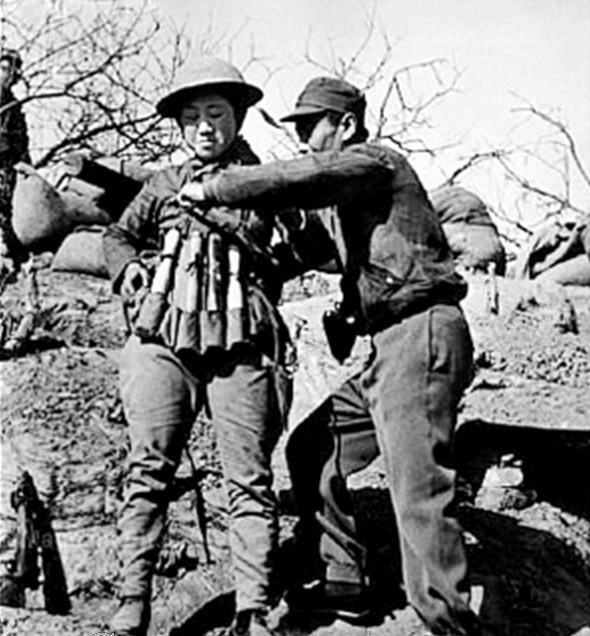
Soldat kamikaze chinois portant des grenades à manche de fabrication locale.